# 管理売春

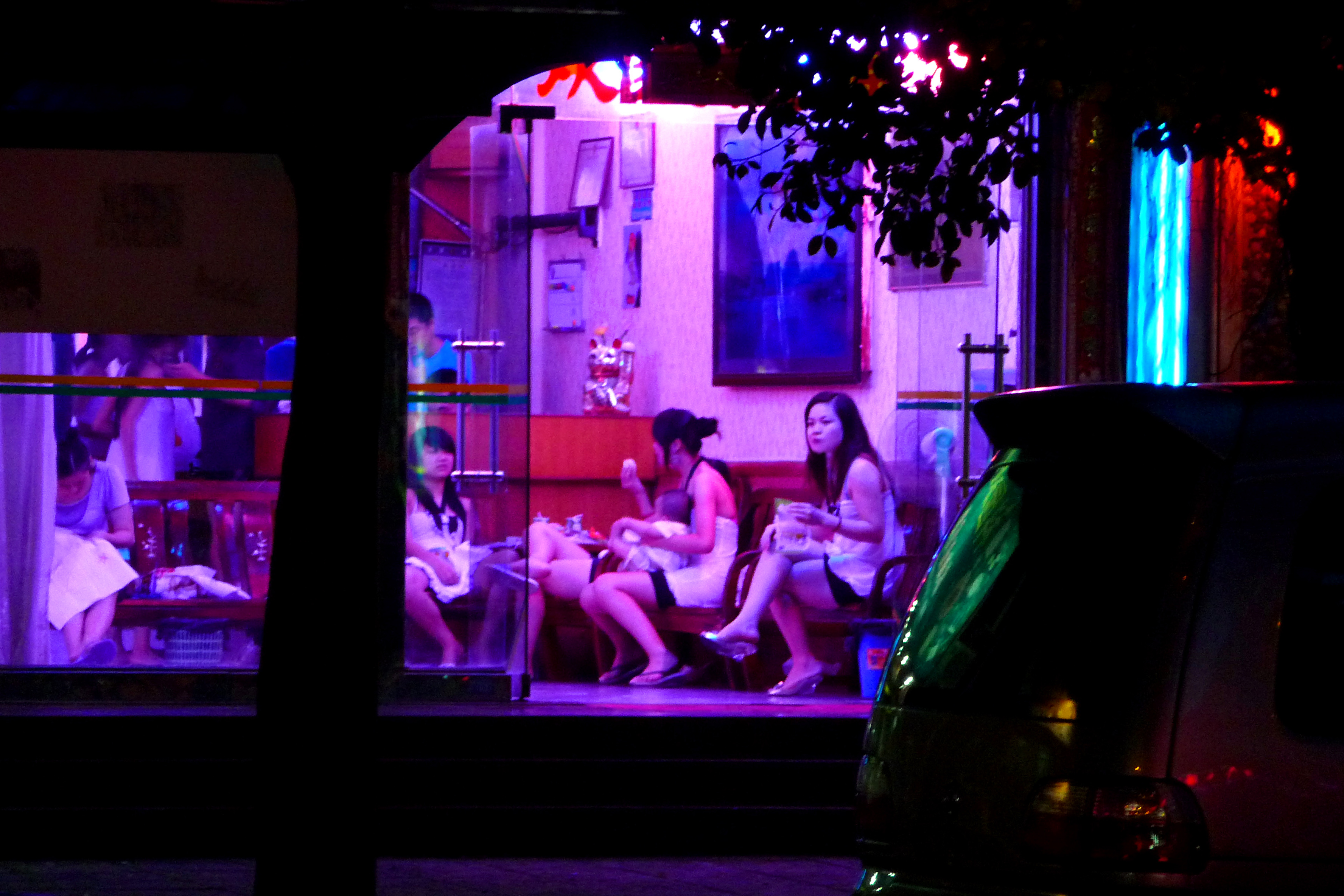
中国深圳の売春宿

管理売春（かんりばいしゅん）とは、人を自己の管理下に置いて売春させる行為である。

## 概要

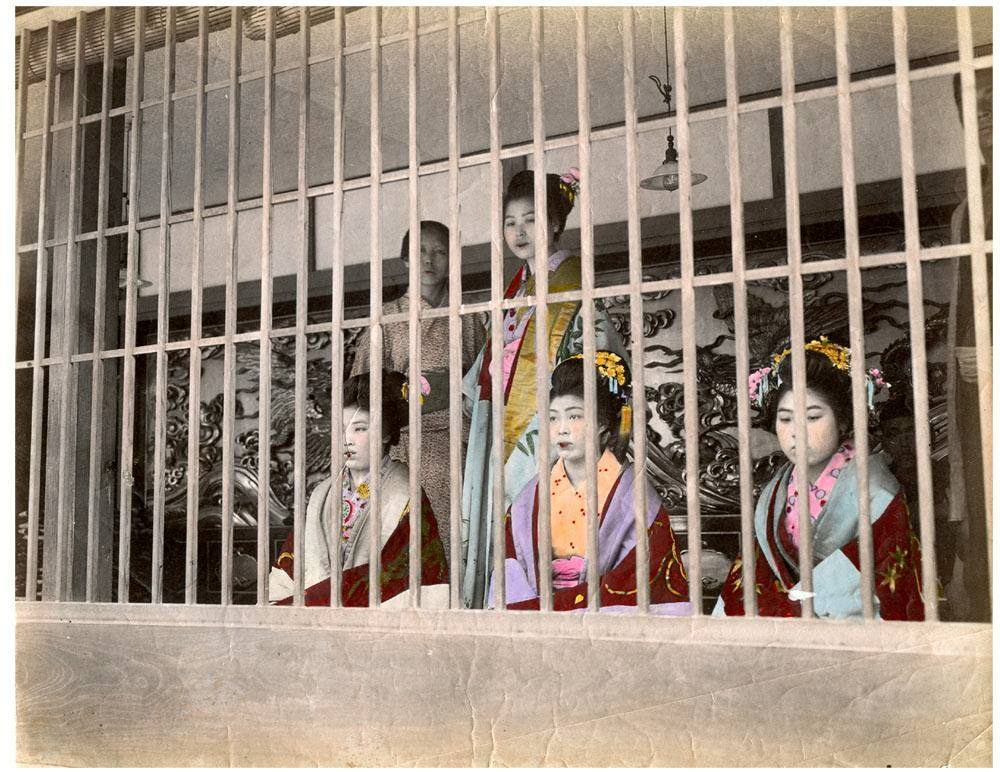
明治時代の吉原遊廓（日本）

大きく分けると売春には、自ら相手を見つけて行う単純売春と、管理者が売春を実行する者を管理下において組織立って行う管理売春の二種類がある。
日本では法律（売春防止法）で禁止されており、管理売春に関しては売春防止法12条において「自己の占有､管理する場所又は指定する場所に居住させ､これに売春をさせることを業とする罪」として刑事罰の対象となり、当局による摘発が行われる。単純売春については、公衆の目にふれるような方法で勧誘等（街娼）をすることを除き、刑事罰の規定が設けられていない。
「売春防止法第1章 総則」（目的）第1条には以下のごとく記述される。
第1条　この法律は、売春が人としての尊厳を害し、性道徳に反し、社会の善良の風俗をみだすものであることに鑑み、売春を助長する行為等を処罰することによつて、売春の防止を図ることを目的とする。。
第2条　この法律で『売春』とは、対償を受け、又は受ける約束で、不特定の相手方と性交することをいう。　
第3条　何人も、売春をし、又はその相手方となってはならない。
第2条にあるようにあくまで「不特定の相手方」でなければならず、夫婦や交際相手といった特定の者同士の間で金品のやり取りがあっても、買売春には当たらない。また、「性交すること」が要件となっているので、手淫や口淫といった性交類似行為は含まれないし、同性間では買売春とみなされない。
ソープランドでは、従業員と客との関係は性交類似行為にとどまり、性交は行わない“建前”に基づいているため、風俗営業法の下で合法化されている。性交に及んでいれば違法となり、「従業員と客が自由恋愛のすえに性交に至ったにすぎない」という店側の弁解は最高裁の判例でも否定されている。
オランダを皮切りにドイツ、オーストラリア、ニュージーランドなどで近年、管理売春をも合法化する動きが急速に広まり、完全に合法化。タイ王国では性病対策として国の許可の下、合法化された。
しかし逆に、スウェーデンは1998年に買春禁止法（セックスショップ法）を定め、ノルウェーも2009年に同様の法律を導入、アイスランドも2010年に性産業の多くを禁止とし、フランスも2016年に買春禁止法案を賛成多数で可決しており（多くは「売春」ではなく「買春」の行為が罰される事になっているが、買春禁止により間接的に売春（管理売春）にも規制の効果が及ぶようになる（なお、フランスについては元々この法以前から管理売春や売春あっせんは禁止されていた。）。これらの規制の背景には、国内における外国籍の売春者の増加、売買春業に関係する違法な人身売買への対応等の目的がある。）、世界的な傾向としては必ずしも売買春を合法化する流れ一方になっているわけではない。

## 法的根拠（日本）
- 売春防止法

第1章　総則
（定義）

第2条

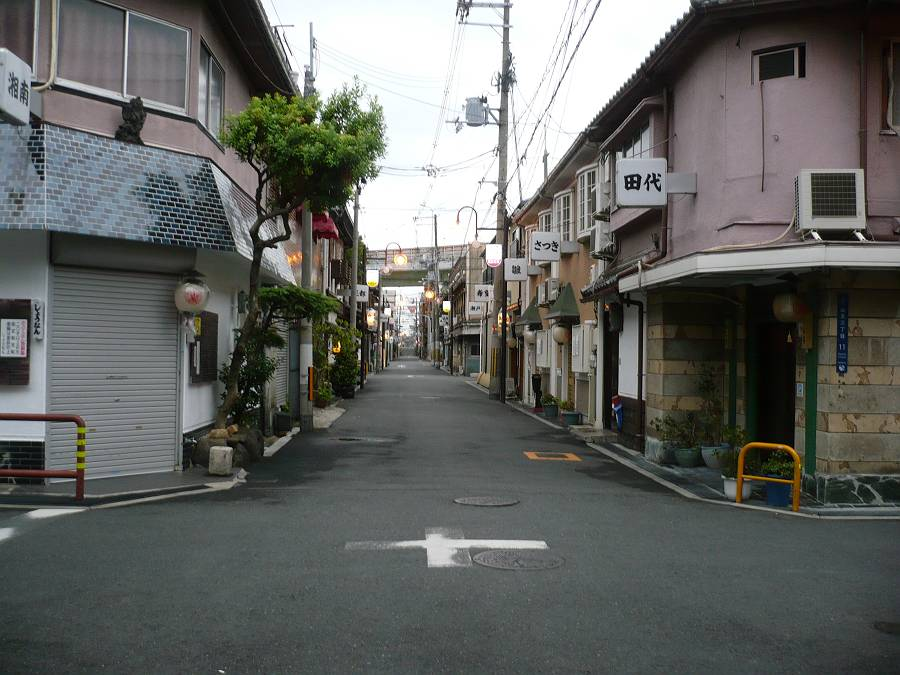
旧遊郭・旧赤線の大阪・飛田新地。現在の営業形態も基本的に同じ。

この法律で「売春」とは、対償を受け、又は受ける約束で、不特定の相手方と性交することをいう。
（売春の禁止）

第3条
何人も、売春をし、又はその相手方となつてはならない。
（適用上の注意）

第4条　この法律の適用にあたつては、国民の権利を不当に侵害しないように留意しなければならない。
第2章　刑事処分
（勧誘等）

第5条
売春をする目的で、次の各号の一に該当する行為をした者は、6月以下の拘禁刑又は2万円以下の罰金に処する。

1．公衆の目にふれるような方法で、人を売春の相手方となるように勧誘すること。

2．売春の相手方となるように勧誘するため、通路その他公共の場所で、人の身辺に立ちふさがり、又はつきまとうこと。

3．公衆の目にふれるような方法で客待ちをし、又は広告その他これに類似する方法により人を売春の相手方となるように誘引すること。

（売春をさせる業）

第12条　
人を自己の占有し、若しくは管理する場所又は自己の指定する場所に居住させ、これに売春をさせることを業とした者は、10年以下の拘禁刑及び30万円以下の罰金に処する。

※2条に該当する行為は3条で禁止されるため、売春行為者、相手側とも違法である。

1958年の施行直後、検察庁が1年間に受理した売春防止法違反の検挙者数は約2万4千人余りであったが、2016年は447人にとどまっている。そのうち勧誘が約46％、周旋が約27％、場所提供が約20％、契約と管理売春がそれぞれ約2％だった。起訴率は約47％だが、暴力団組員らが検挙者の約17％を占めており、検挙の背景に暴力団の資金源になっているという問題がある。

## ギャラリー

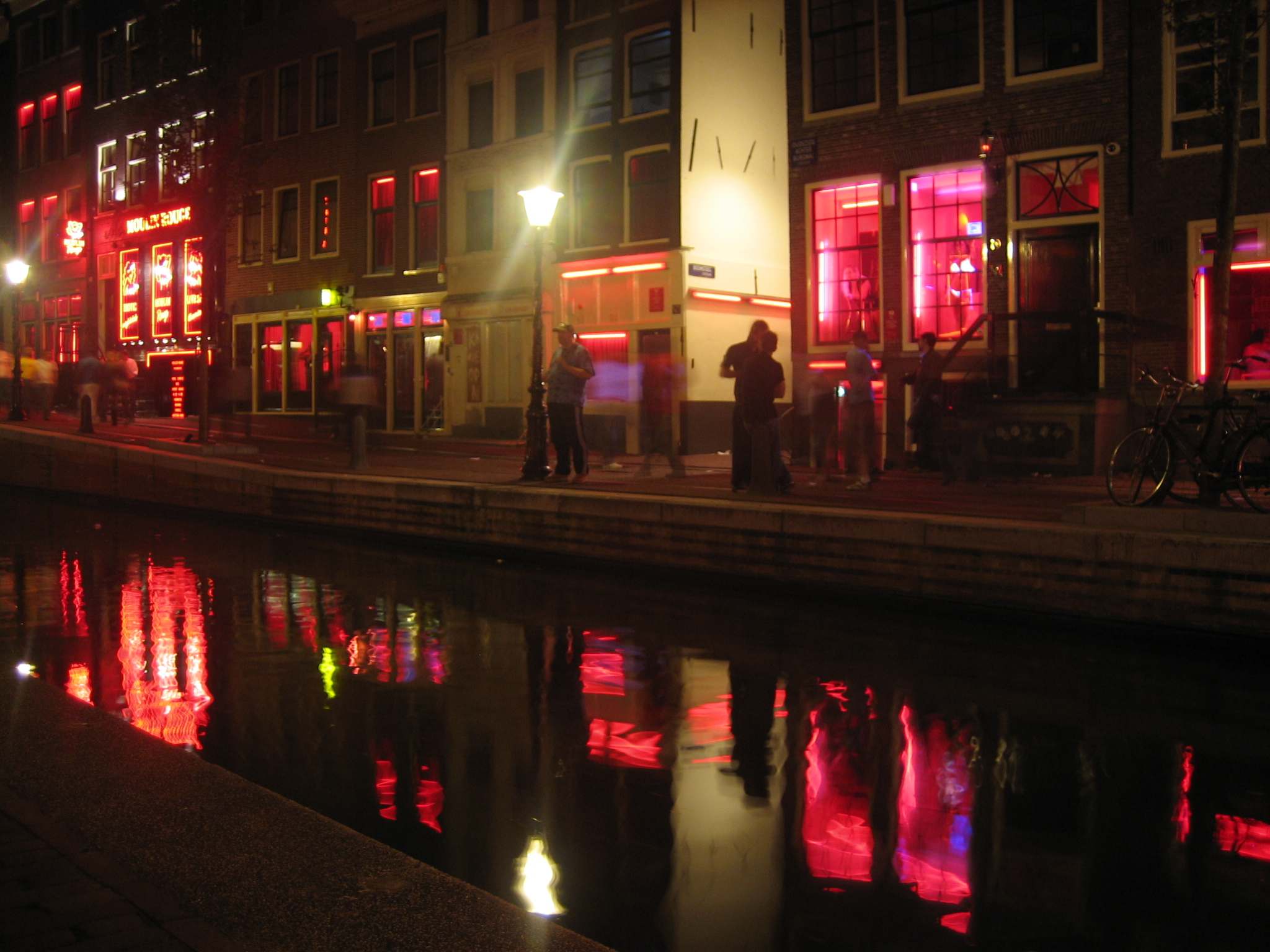
飾り窓地区（アムステルダム）
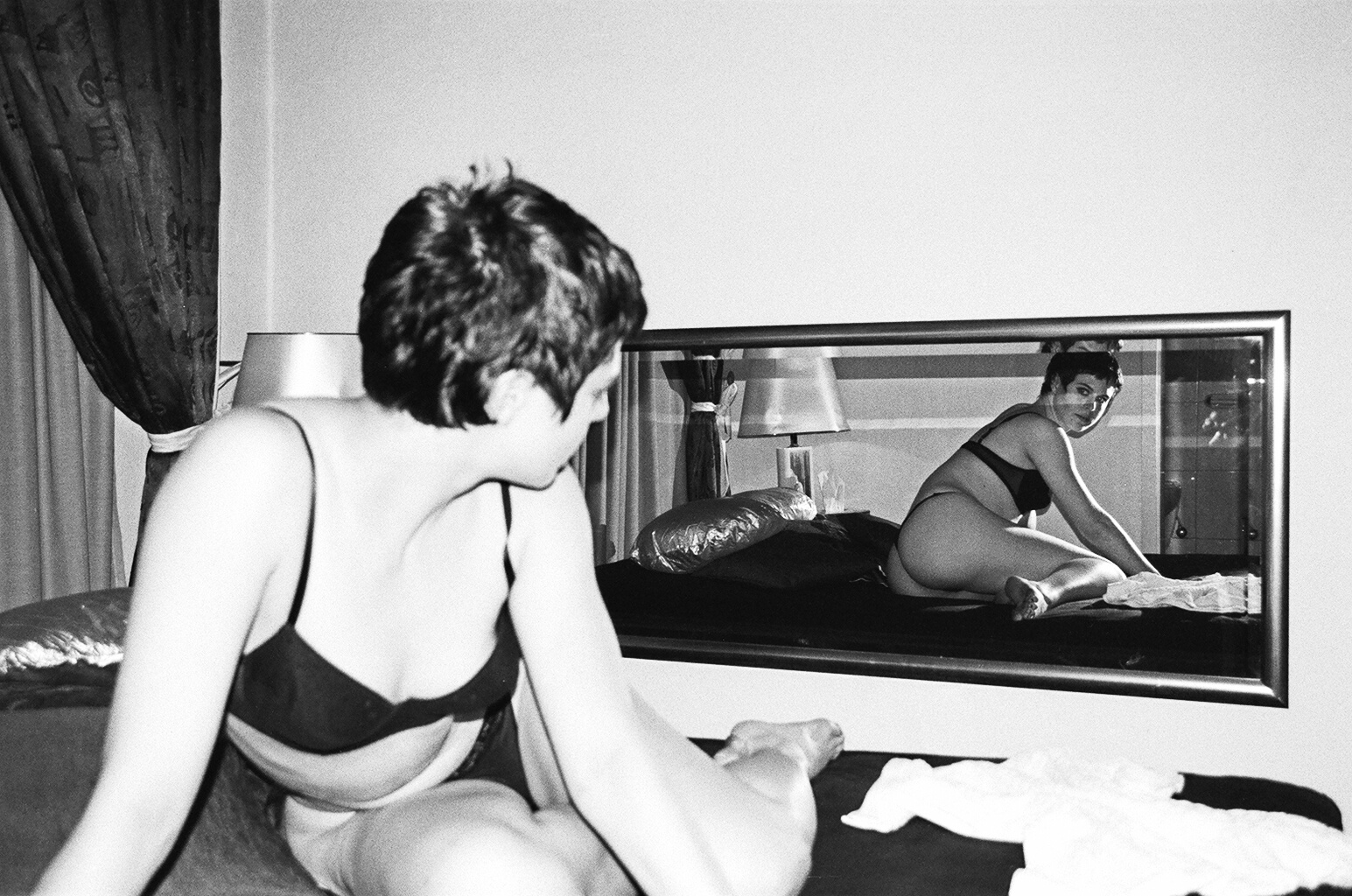
売春婦（ベルリン）
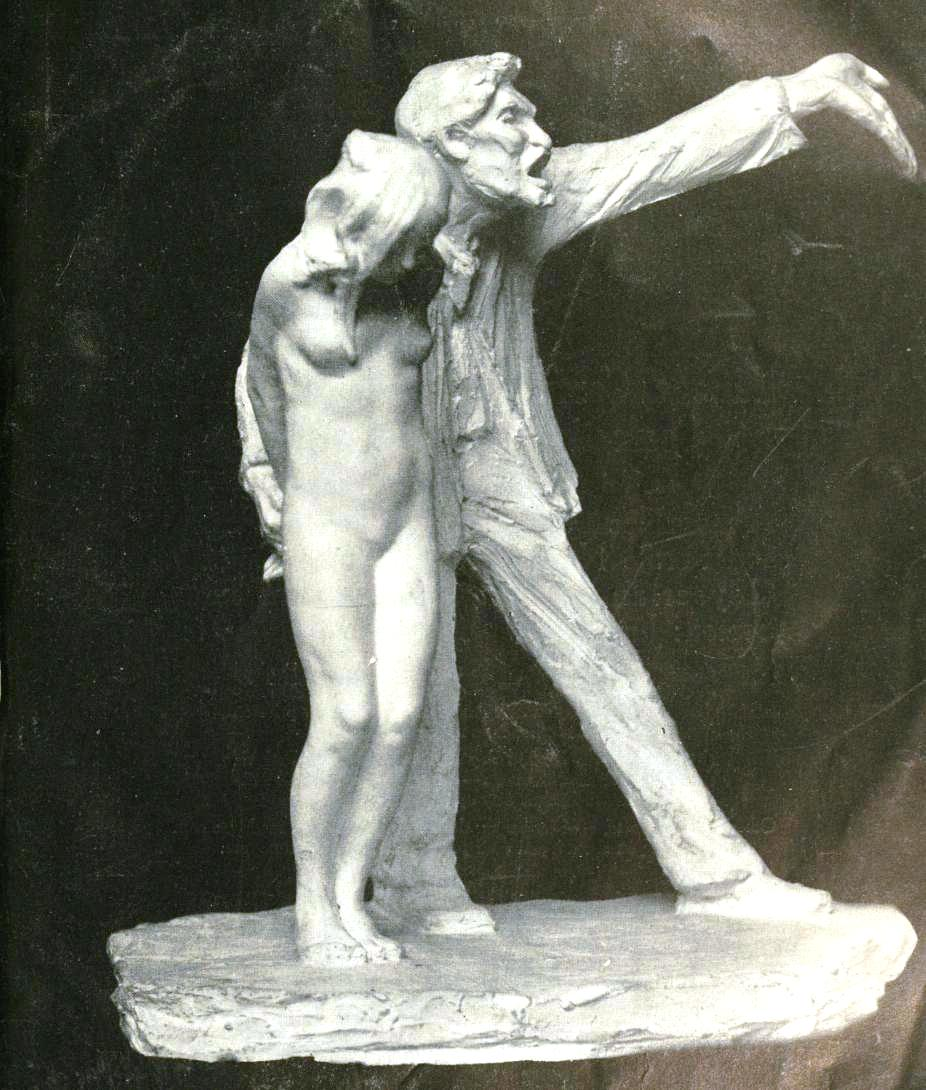
ポン引きと売春婦
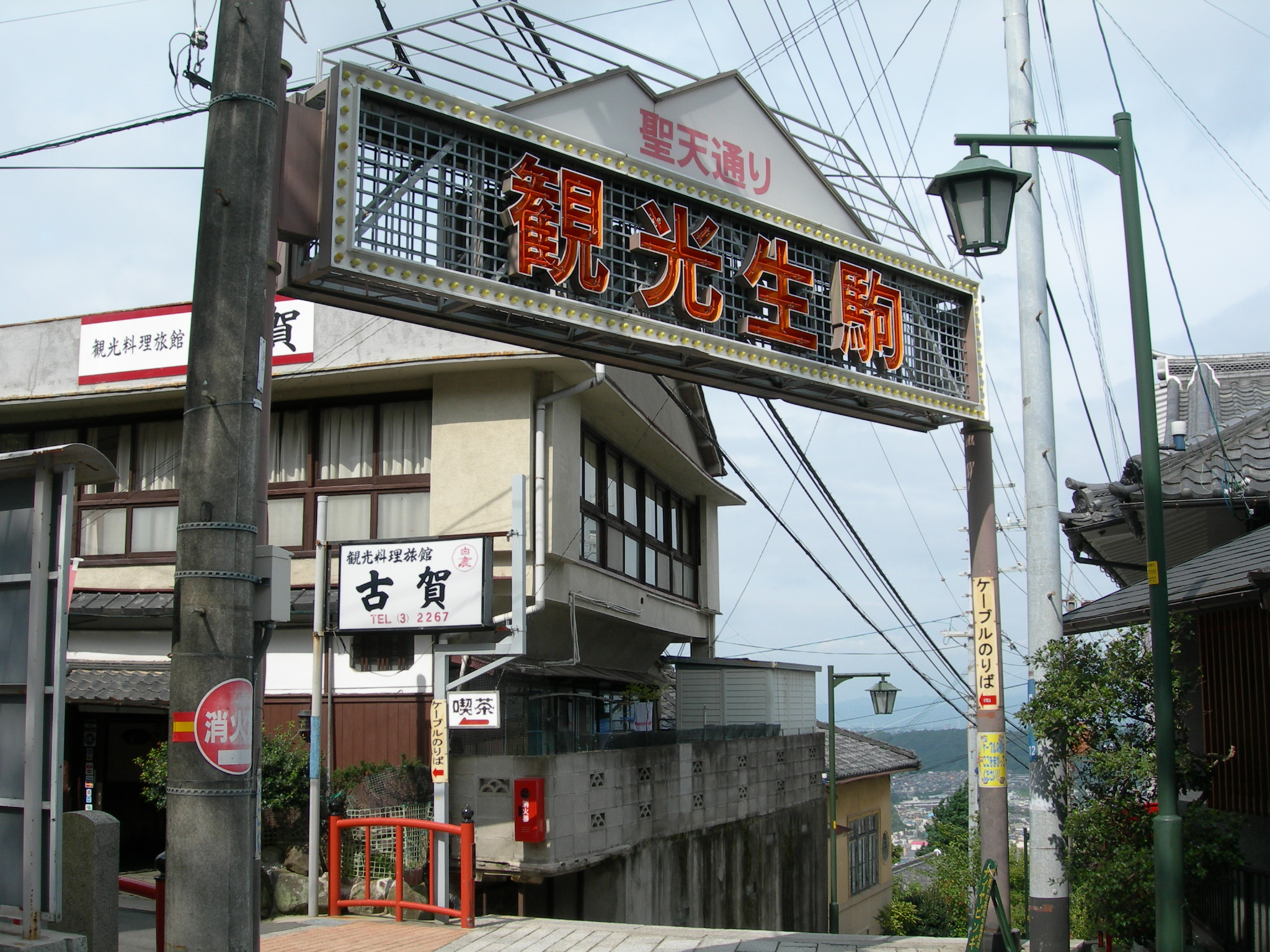
宝山寺新地（日本・奈良県生駒市）
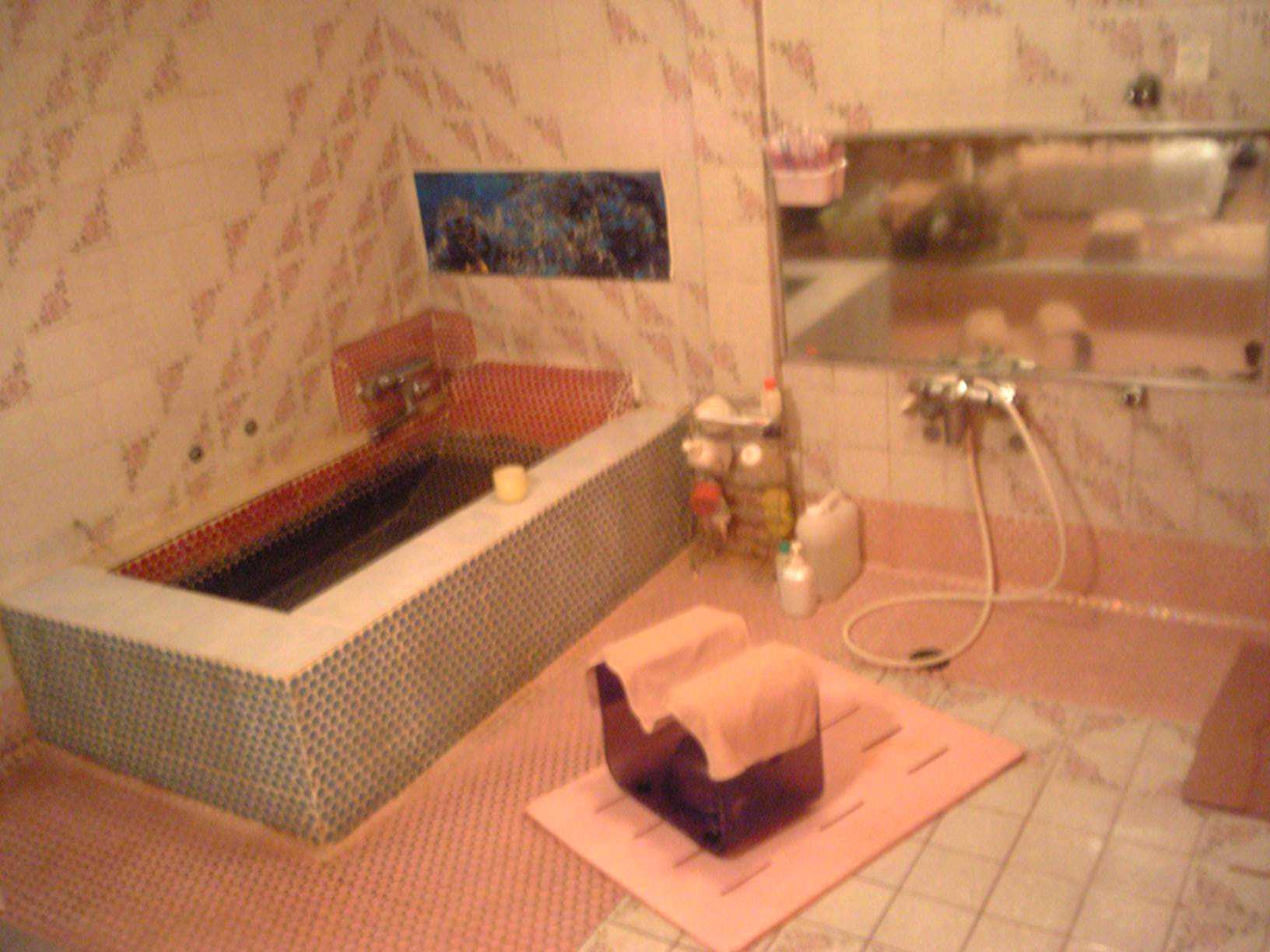
ソープランド（日本）
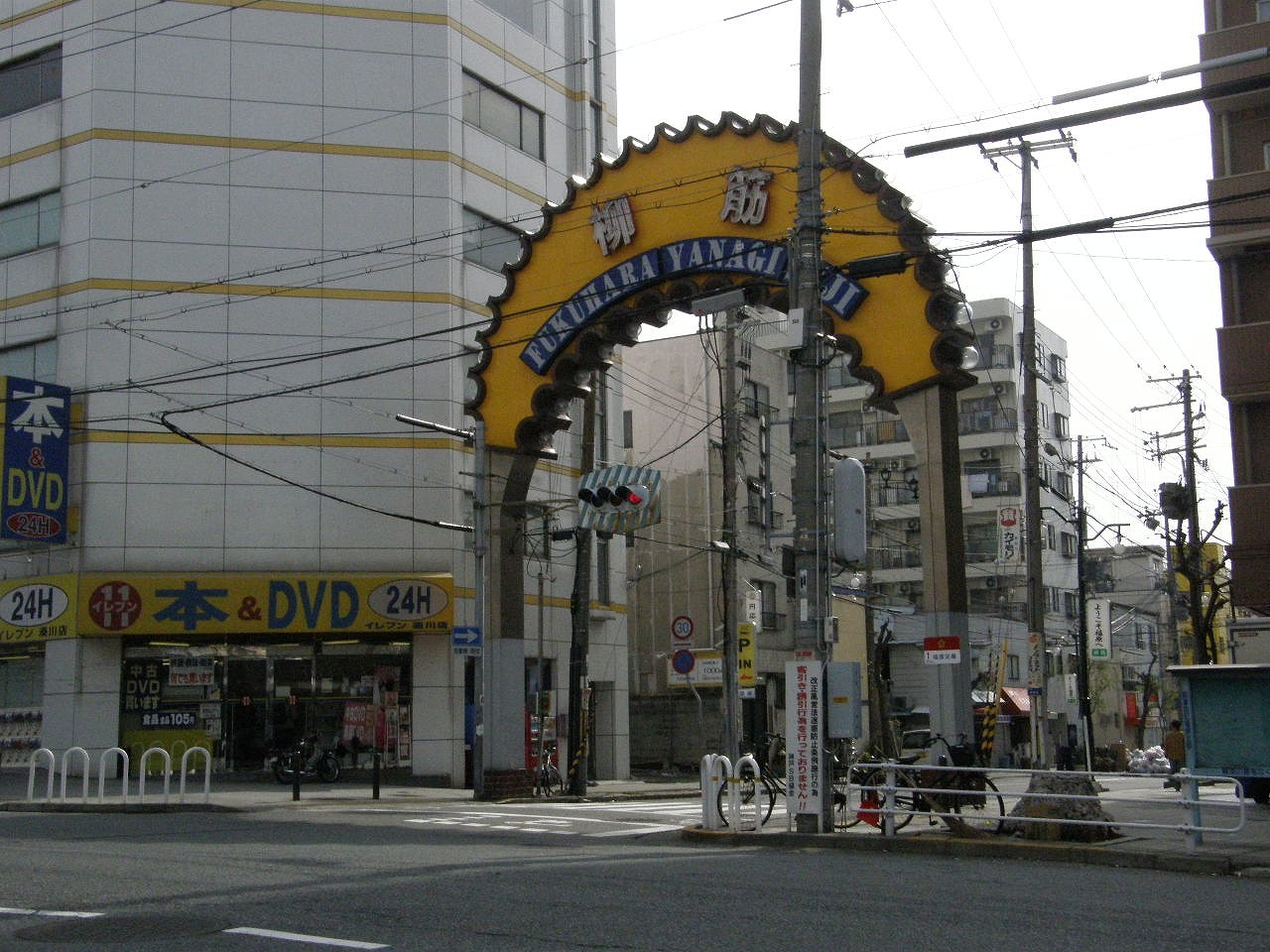
神戸の福原ソープランド街入口
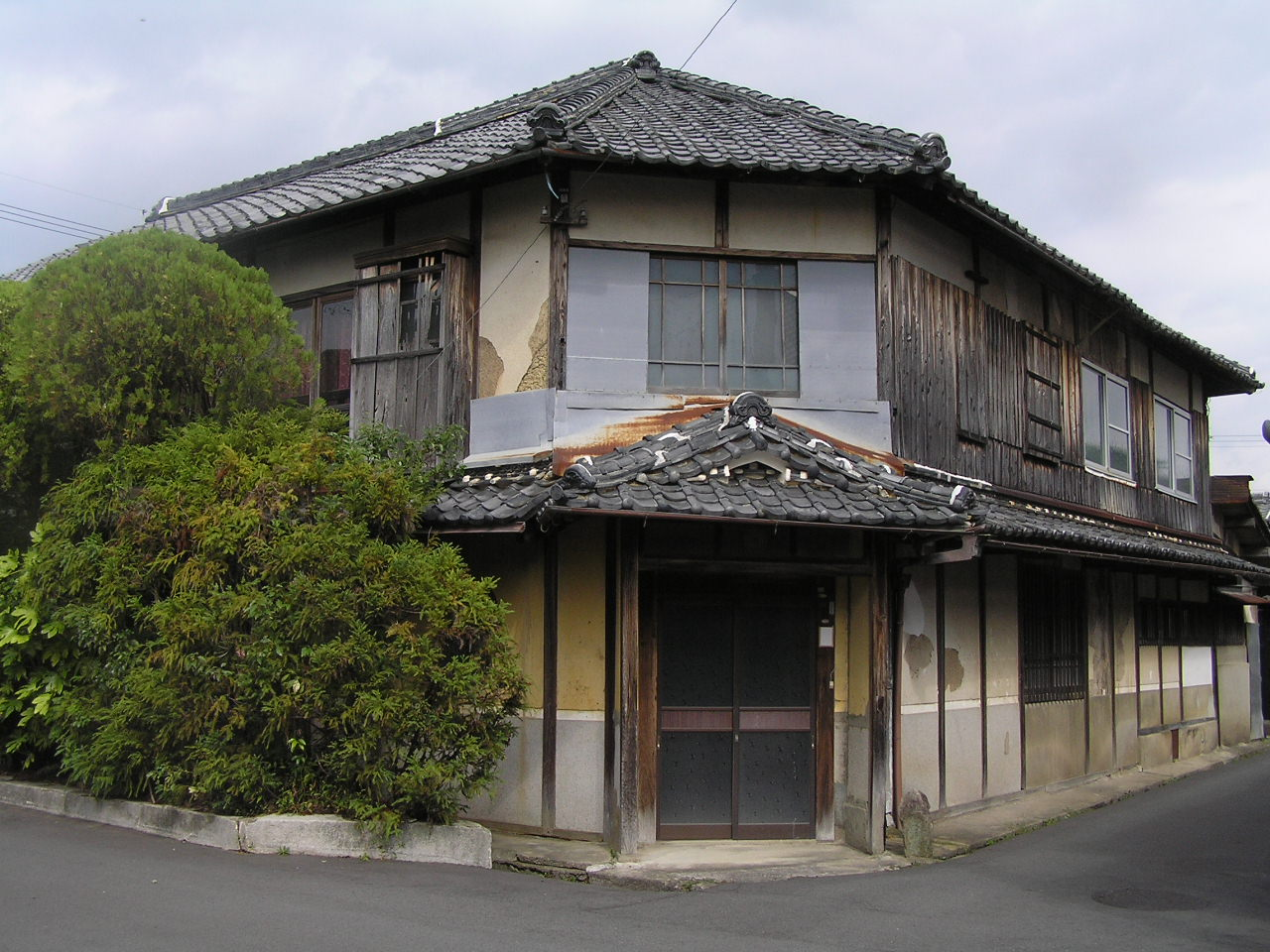
かつて阿部定が遊女人生の最後を過ごした京口新地遊郭大正楼跡（丹波篠山市）